# 宝光寺
宝光寺（ほうこうじ）は新潟県新発田市にある曹洞宗の寺院。山号は廣澤山。新発田藩藩主溝口氏の菩提寺である。等級は常恒会地。江戸時代は新発田藩領内の曹洞宗録所であった。
山門は新発田市の有形文化財に指定されており、他にも市の有形文化財に指定された絵画、仏像等を有する。
境内には推定樹齢350年の徳川家光から寄進されたとされるしだれ桜がある。

## 歴史
起源は溝口秀勝が加賀国大聖寺城にいた際に雪堂を開山に加賀国で創建された大麟寺で、慶長3年（1598年）の溝口秀勝の新発田藩移封に随行して、越後国に移転。はじめ五十公野村（いじみのむら）に所在していたが、後に現在地に移転した。秀勝が死亡すると当寺に埋葬され、浄見寺と改名。慶安元年（1648年）に藩主溝口宣直より200石の寄進を受ける。
宝永6年（1709年）に将軍徳川綱吉が死去すると綱吉の院号である常憲院と音が通じるのをはばかって、宝光寺と改名。 
山門は弘化2年（1845年）に建立された。
新発田藩主溝口氏の菩提寺で初代秀勝から10代直諒までの墓所がある。

## アクセス
JR新発田駅より徒歩8分